# 戈伯尔
戈伯尔是印度卡纳塔克邦戈伯尔县的一个城镇。总人口56145（2001年）。

## 人口
该地2001年总人口56145人，其中男性28674人，女性27471人；0—6岁人口8035人，其中男4130人，女3905人；识字率61.36%，其中男性为68.83%，女性为53.57%。